# Свен Фет
Свен Фет (Офенбах, 26. новембар 1964) је култни њемачки ди-џеј.

## Почеци
Свенови почеци као ди-џеј сежу још у средину 80-их, а у 15 година своје активности много је допринео цијелокупном жанру техна. Послије школе и учења за грађевинског техничара Свен је добио прилику да 1982. године наступа у познатом франкфуртском клубу Dorian Gray. Тамо је одржао свој први сет (са 18 година). Свен се 1985. године спријатељио са Михаелом Минцигом и Луком Анзилотијем (од 1990. године познатима као Snap!), те с њима оснива пројекат OFF (скраћеница од Organisation for Fun) и издаје синглове "Bad News" (1985), "Electrica salsa" (1986), "Harry... aber jetzt" (1987), "Step by Step" (1987), "Time Operator" (1988), "Everybody Shake" (1988), "La casa Latina" (1989), "Hip Hop Reggae" (1989) i "Move Your Body" (1990), те два албума, "Organisation for Fun" (1988) и "Ask Yourself" (1989). Свенова улога у пројекту OFF је била фронтмен и пјевач. Године 1988, заједно са Минцигом, Свен отвара клуб у Франкфурту, ОМЕН, који је са великим успјехом радио 10 година, све док није 1998. био присилно затворен. Године 1990. Свен напушта OFF и улази у нови пројекат - Mosaic Together, са Матијасом Хофманом и Штефеном Брицком, који је трајао само до краја 1990, те произвео пар клупских хитова и ремикса. Године 1992. Свен оснива своју властиту издавачку кућу „EyeQ“.
Свенова значајна карактеристика одувијек је била успјешно комбиновање страсти према музици са смислом за посао. Ускоро су настале и двије под-лејбле дискографске куће "EyeQ", специјализоване за поједине подврсте електронске музике, Хартхаус (техно и хаус) те Рисајкл-ор-дај (амбијент и експериментал). Најважнији дио Свенове каријере свакако је био сусрет са Ралфом Хилденбојтелом (музичаром и продуцентом који је учествовао на пројектима "Earth nation", "Progressive attack" и другима) 1992, који од тада учествује у раду на Свеновим албумима.

## Даља каријера
Свен је 1992. издао свој први албум, "Accident in paradise", за којим је, само годину дана касније, изашао "The harlequin, the robot and the ballet dancer", на којима експериментује са звуковима потпуно различитим од његове уобичајене свирке. Године 1995. Свен је продуцирао и свој први саундтрек за њемачки трилер "Der kalte finger". Но даље пројекте није успио остварити јер је 1997. "EyeQ" такође морао бити затворен због финансијских проблема. Али његов рад није престао.
1998. издаје свој трећи албум - "Fusion", овог пута за Virgin records, који је ради своје клупске оријентације, врло брзо постао популаран. Услиједила је турнеја, гдје се Свен увијек појављивао са једним од ремиксера са Fusiona, чији су радови касније били објављени у "Six in the mix" колекцији. Након свега тога, слободно можемо рећи, да Свенове занимације далеко надмашују занимања „обичних“ ди-џеја. Уз све то, још стиже и да наступа у разним клубовима широм свијета и да учествује у ремиксевима неких „имена“, као што су Ен Кларк и Лорен Гарнијер.

## Дискографија

### Албуми
- Accident in Paradise (Eye Q, Warner Bros. Records, 1992)
- The Harlequin - The Robot and the Ballet-Dancer (Eye Q, Warner Bros. Records, 1994)
- Der Kalte Finger (Eye Q, 1996)
- Six in the Mix (The Fusion Remix Collection '99) (Virgin Records, 1999)
- Contact (Ultra Records, Virgin Records, 2000)
- Retrospective 1990-1997 (WEA Records, 2000)
- Retrospective 1990-1997 (Club Culture, 2000)
- Fire (Virgin Records, 2002)
- Fire Works (Virgin Records, 2003)
- Sound of the Seventh Season (2006)
- Sound of the Eighth Season (2007)

### Синглови
- Ritual of Life (Eye Q, 1993)
- Ballet-Fusion (Eye Q, 1994)
- Fusion - Scorpio's Movement (Virgin Records, 1997)
- Breakthrough (Virgin Records, 1998)
- Face It (Virgin Records, 1998)
- Omen A.M. (Virgin Records, 1998)
- Schubdüse (Virgin Records, 1998)
- Sounds Control Your Mind (Virgin Records, 1998)
- Augenblick (Virgin Records, 1999)
- Dein Schweiss (Virgin Records, 1999)
- Discophon (Virgin Records, 1999)
- Barbarella (Remix) (Club Culture, 2000)
- L'Esperanza (Remix) (Club Culture, 2000)
- My Name is Barbarella (Code Blue, 2000)
- Je T'aime ... Moi Non Plus / Design Music (Virgin Records, 2001)
- Strahlemann Und Söhne (Remix) (Virgin Records, 2001)
- Mind Games (Virgin Records, 2002)
- Set My Heart on Fire (Virgin Records, 2002)
- Komm (Cocoon Recordings, 2005)
- Spring Love (Datapunk, 2006)
- The Beauty and the Beast (Cocoon Records, 2008)

## Споаљшње везе
- Званична презентација (језик: енглески)
- Свен Фет у Београду (језик: српски)
- Инртервју (језик: српски)